# Kamal Thapa
Kamal Thapa (Baglung, 20 de septiembre de 1998) es un futbolista nepalí que juega en la demarcación de centrocampista para el Manang Marsyangdi Club de la Liga de Fútbol de Nepal.

## Selección nacional
Hizo su debut con la selección de fútbol de Nepal el 11 de junio de 2021 en un encuentro de clasificación para la Copa Mundial de Fútbol de 2022 contra Australia que finalizó con un resultado de 0-3 a favor del combinado australiano tras los goles de Fran Karačić, Mathew Leckie y Martin Boyle.

## Clubes
| Club                      | País  | Año       | Partidos | Goles |
| ------------------------- | ----- | --------- | -------- | ----- |
| Himalayan Sherpa Club     | Nepal | 2018-2021 | 8        | 0     |
| Pokhara Thunders (cedido) | Nepal | 2021      | 3        | 0     |
| Himalayan Sherpa Club     | Nepal | 2021-2022 | 3        | 0     |
| Manang Marsyangdi Club    | Nepal | 2023-     | 19       | 1     |